# Diaea rufoannulata
Diaea rufoannulata es una especie de araña cangrejo del género Diaea, familia Thomisidae. Fue descrita científicamente por Simon en 1880.

## Distribución
Esta especie se encuentra en Nueva Caledonia.